# Рудолф Кноблаух
Рудолф Кноблаух е швейцарски дипломат.
Той е доктор по икономика от Университета в Санкт Гален. Посланик в България от 2004 до 2006 година.